# Ayman Nassef
Ayman Nassef (13 agosto 1976) è un ex giocatore di calcio a 5 egiziano.

## Carriera
Come massimo riconoscimento in carriera vanta la partecipazione, con la nazionale egiziana, al FIFA Futsal World Championship 2000 in cui la selezione nordafricana è stata eliminata nel girone del secondo turno comprendente Brasile, Russia e Argentina. Nassef viene selezionato anche al successivo mondiale in cui l'Egitto si è fermato al primo turno.